# Gesnes-le-Gandelin

Gesnes-le-Gandelin este o comună în departamentul Sarthe, Franța. În 2009 avea o populație de 969 de locuitori.